# 刚强
刚强（1976年4月7日—），山西太原人，中国电视节目主持人、播音員，中国共产党党员（2014年入党）。

## 生平
1996年毕业于太原铁路一中（今太原实验中学），2000年毕业于北京广播学院（今中国传媒大学），目前是中国中央电视台新闻主播。
2000年，刚强开始在中国中央电视台中文国际频道担任主持人，曾主持CCTV-4《新闻60分》、《今日关注》、CCTV-1《晚间新闻》等节目，并曾以央视援藏干部的身份在西藏电视台担任过主持人和记者。
2017年1月21日，刚强首次担任《新闻联播》的主播。此前刚强曾长期为《新闻联播》的新闻片配音，并曾作为中国领导人外访的随行记者。
2017年为纪录片《将改革进行到底》配音，2018年为改革开放40周年政论专题片《必由之路》配音。
刚强之妻是北京电视台当家花旦徐春妮，两人育有一子。

## 奖项
中国中央电视台2007年、2008年“双十佳”播音员主持人。